# 尖吻條紋小䰾
尖吻條紋小䰾（學名：Desmopuntius johorensis），又稱尖吻小䰾、尖吻無鬚魮，為輻鰭魚綱鯉形目鯉科條紋小䰾屬下的一個種，原本被歸類在Puntius屬，分布於亞洲婆羅洲及馬來半島淡水流域，本魚體延長呈長橢圓形，口端位，吻尖，眼大，體被圓鱗，側線明顯，尾鰭叉形，無觸鬚，體色金色，背部顏色較深，腹部白色，從頭部到尾鰭基部具有4-5條黑色寬縱紋，中間寬度較寬，從鰓蓋後方延伸至尾柄處，身體散佈數個不規則斑塊，背鰭和臀鰭黑色，其餘魚鰭透明，體長可達12公分，棲息在森林覆蓋，沉積物沉澱帶酸性水質的丹寧色溪流底中層，屬雜食性，生活習性不明，可做為觀賞魚。